# 핀주르

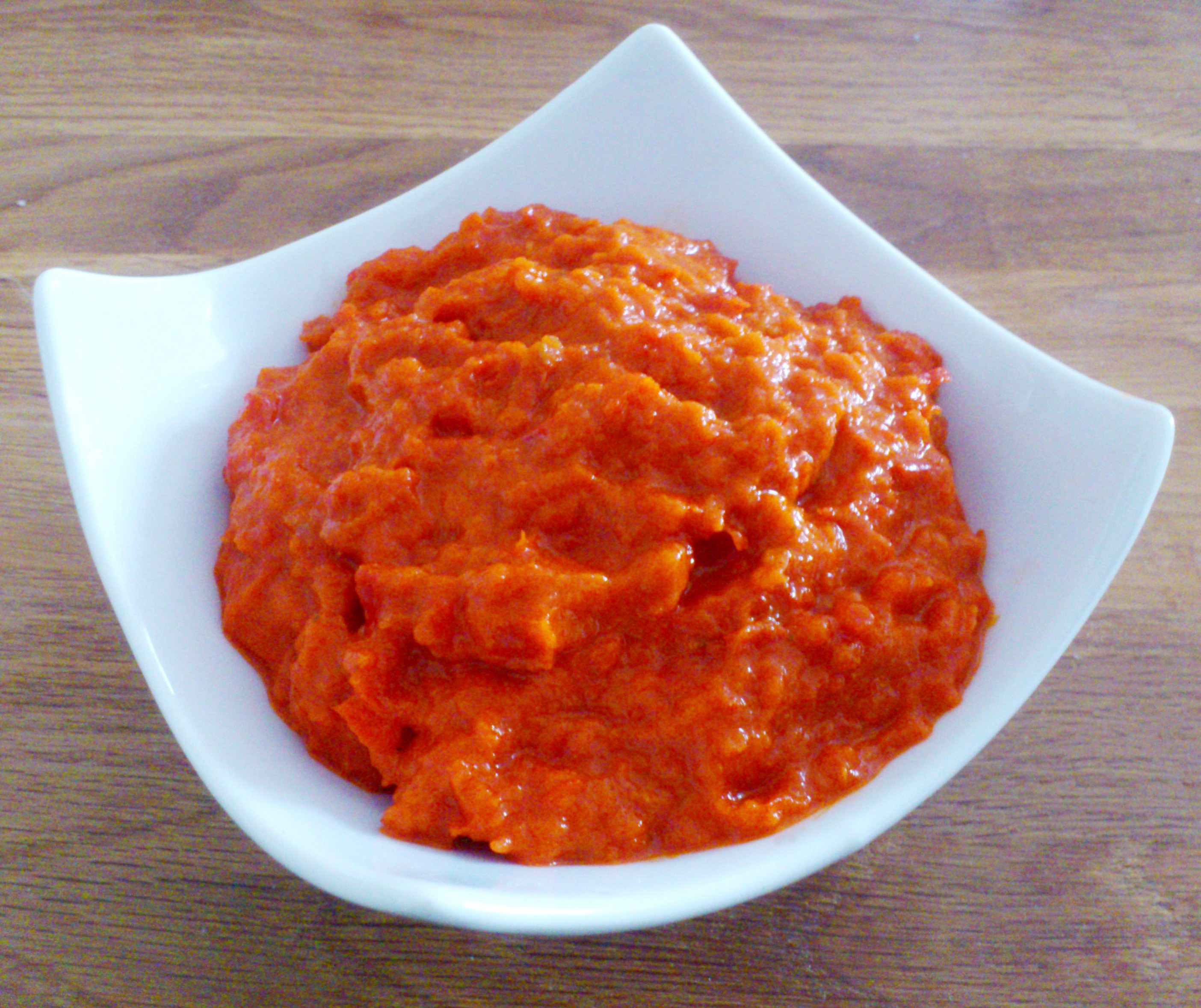
핀주르

핀주르(불가리아어: пинджур, 보스니아어: pinđur)는 매운 렐리시의 형태이다. 전통적인 재료로는 가지, 토마토, 고추, 양파, 마늘, 후추, 식물성 유지, 설탕 및 소금이 있다. 핀주르는 아이바르와 유사하지만 일반적으로 가지로 만들어진다. 일부 지역에서는 이 단어가 같은 의미로 사용된다.

## 같이 보기
- 자쿠스커